# Lygodium andamanicum
Lygodium andamanicum är en ormbunkeart som beskrevs av R.D.Dixit, J.B.Bhandari och R.Mukhop. Lygodium andamanicum ingår i släktet Lygodium och familjen Lygodiaceae. Inga underarter finns listade.